# Obotriter
För fartyget, se Obotrit

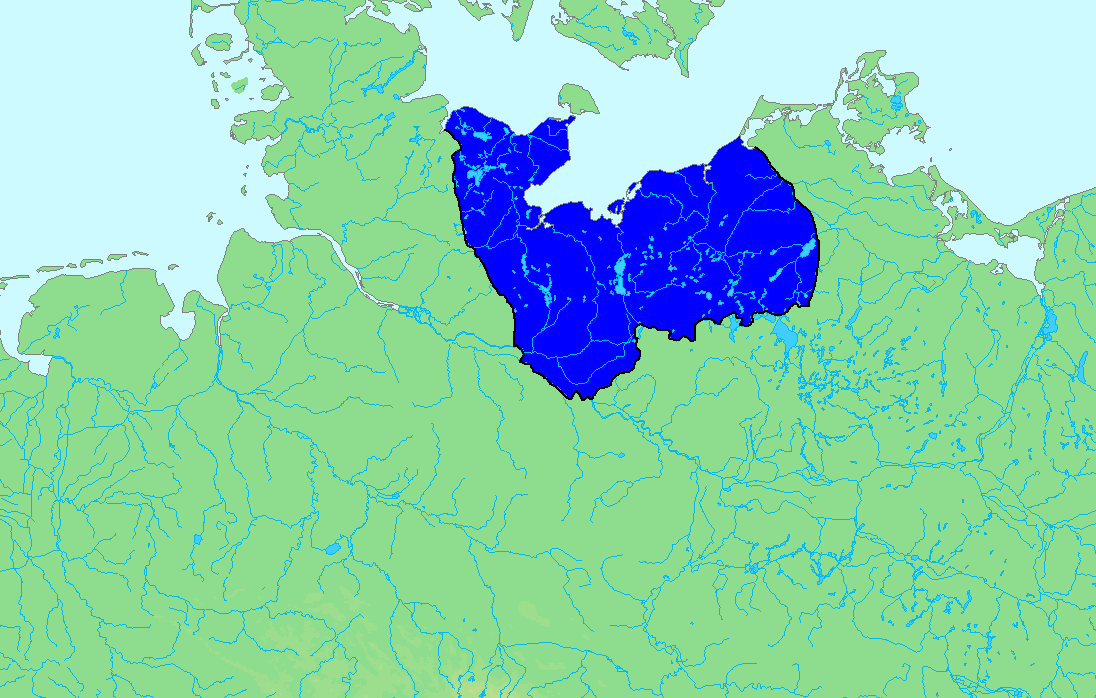
Obotriternas utbredning.

Obotriter, Abodriter, Bodritjer, var under medeltiden en sammanslutning västslaviska stammar kring Mecklenburgbukten. I slavisk terminologi räknas de till de polabiska slaverna och i germansk terminologi till venderna. 
Obotriterna bodde i Terra Obodritorum, större delen av nuvarande Mecklenburg och östra Holstein. De var delade i flera stammar, till exempel vagrier och polaber i väster, varnover i öster, raroger däremellan och drevjaner väster om Elbe. Obotriterna var omgivna av fiender: i söder, väster och norr av sachsare och daner, i öster av slaviska pomoraner och liutizer (vender, sorber). Obotriterna bedrev omfattande handel och sjöröveri. Ön Fehmarn var på 1000-talet centralområde för slaviska sjörövare. Varje stam styrdes av en furste; ofta förenade sig flera stammar om en gemensam furste. Stammarna indelades i kretsar; i spetsen för varje sådan stod en župan. Varje krets hade sin kretsstad, dit folket samlades i orostider. Kretsstäder var ofta omgivna av sjöar och träsk. Sådana kretsstäder var till exempel Plön, Schwerin, Ratzeburg, Dobin (i Dobin am See vid Schweriner See) och Ilow (även Ilenburg, i Neuburg). 
Obotriternas religion liknade de övriga slavernas. De dyrkade i synnerhet guden Svantevit i Arkona på Rügen. I historien framträder obotriterna först som Karl den stores bundsförvanter i hans strider mot sachsare och vender. De erkände formellt frankernas överherrskap, men besegrades först 955 av kejsar Otto I. Han tvingade dem att betala skatt och att anta kristendomen. Flera gånger gjorde de uppror, brände Hamburg, utrotade fullständigt kristendomen och vägrade tyskarna skatt och tjänst. Furst Gottschalk var gift med en dotter till den danske kungen Sven Estridsson. Med dansk hjälp lyckades han göra sig till herre över obotriterna. Han försökte på alla sätt införa kristendomen, men blev dödad i ett uppror 1066. Efter långvariga strider mellan tyskar och slaver valde obotriter och lutitser fursten Kruko från Rügen till gemensam härskare. Gottschalks son, Henrik, sökte då stöd hos danskarna, och dödade Kruko omkring 1093 och utropades till kung i Lübeck. Snart omfattade hans välde enbart vagrierna. En tid efter Henriks död lyckades Knut Lavard bli erkänd som obotriternas överherre. Efter hans död 1131 delade Henriks brorson Pribislav och Niklot av obotriterna makten. Tyskarna ansatte nu slaverna värre än någonsin, och under 1100-talet blev obotriterna nästan utrotade. Deras land blev tyskt och kristet, huvudsakligen genom den sachsiske hertigen Henrik Lejonet. Samtidigt angreps obotriterna norrifrån av danskarna under Valdemar Sejr. 
Rester av slaviskt språk fanns kvar vid Elbe ända in på 1700-talet. Den förnämsta källan för Elbeslavernas historia är prästen Helmolds "Chronica slavorum".